# Yamaha YBR 125
Yamaha YBR 125 — малокубатурний мотоцикл компанії Yamaha Motor Company. Відрізняється компактністю, достатньою для свого класу динамікою, добре збалансований за всіма параметрами. Має чотиритактний двигун з 5-швидкісною коробкою передач.
Гальма — передні дискові та задні барабанні. Має вдале анатомічне сідло, можливість перевезення пасажира.
Yamaha YBR 125 — поширений мотоцикл для початківців. Широко застосовується на курсах водіння мотоциклів для отримання прав категорії «A».
На даний момент існує чотири покоління. Перше і друге мають невеликі відмінності, третє покоління зазнало більш кардинальних змін, а у четвертого сильно змінився зовнішній вигляд.
Моделі до 2007 року випускались з карбюраторном, з 2008 року з системою вприскування палива (вприскувач, інжектор).

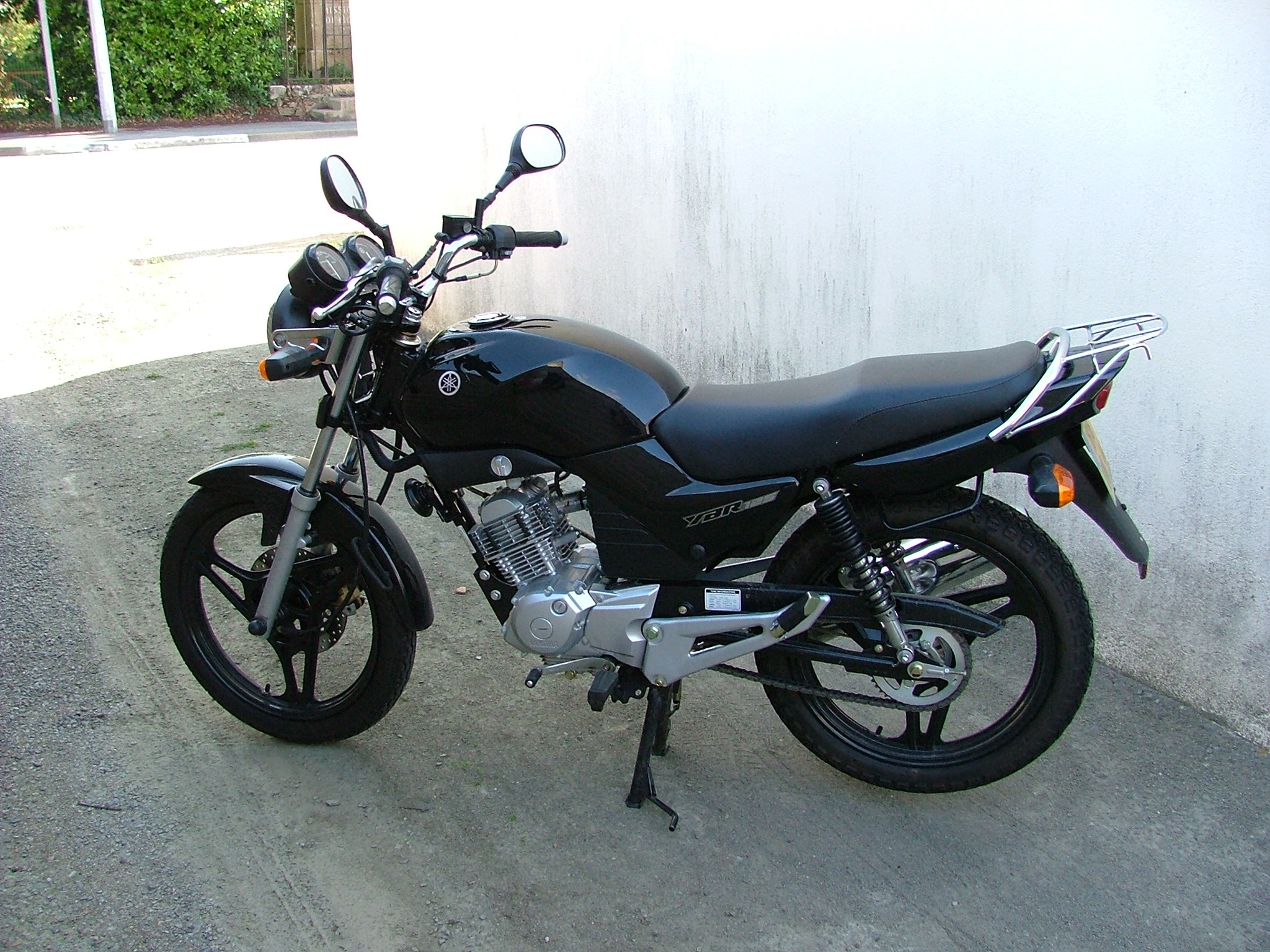
Yamaha YBR125